# CON-CAN 온라인 국제 단편 영화제
CON-CAN 온라인 국제 단편 영화제 (영어：CON-CAN Movie Festival 한자：魂観Online国際短編映画祭)는 매년 인터넷에서 개최하는 국제 단편 영화제이며, CON-CAN을 운영하는 주식회사 미디어 종합 연구소의 CEO 요시노마사히로가 실행위원장을 맡고 있다.

## 개요
CON-CAN은 IT컨설팅, 번역, 출판, 영상사업을 개최하는 주식회사 미디어 종합연구소의 CEO 요시노마사히로가 2005년에 창립한 영화제로「CON-CAN」의 명칭은 「魂観＝영혼의 소리 ,영혼을보다」에서 붙였다.
설립 의도는 인터넷영화제를 통해 국내외의 숨겨진 클리에이터의 재능을 발굴하는 것으로, 인터랙티브성이 강한 웹사이트를 통해 영상제작자의 영혼의 소리와 시청자의 소리를 연결하는 장소로 영화감상뿐아니라 시청자상의 투표 및 작품에 코멘트도 가능하다.
2008년 5월 「제5회 온라인국제단편영화제」에 개최 그룹A의 20작품을 시작으로 6월 그룹B 20작품,7월에 그룹C 20작품등의 형식으로 8월까지 매월 총80작품의 시청자투표를 실시한다.
시청자상과는 별도로 CON-CAN컴페티션의 일관으로 엄선된 심사위원에 의한 예비심사,최종심사를 거쳐 11월 그랑프리를 발표한다. 이번 제5회 영화제에는 약50개국 550이상의 작품이 응모했다.

## 컴페이션
그랑프리 1작품 魂상 2작품
CON-CAN에서 실행 위원회에 의한 내부심사를 실시 80작품을 선정한다. 내부심사를 통해 선정된 80작품을 후보작으로 일본 영화업계 관계자인 심사위원단에 의해 예비심사가 실시 우수한 20작품을 최종 후보작으로 선출한다.
최종심사는 세계 각지에서 활약중인 영화관계자(5명)에 의해 선정하며, 후보작 20작품중 그랑프리1작품, 魂상2작품을 결정한다.

## 시청자상
시청자상: 4작품(각 그룹별 1작품)
컴페이션과는 별도로 내부심사를 통한 80작품을 시청자투표를 통해 결정한다. 시청자상 투표 기간은 A부터D까지 각 그룹별 1개월간으로 한다. 각 그룹에는 장르에 구분없이 선출한 20작품으로 시청자에 의해 선출된 그룹별 4작품을 수상한다. 시청자 투표는 웹사이트를 통해 (일본어/영어자막) 시청. 투표가 가능하다.

## 수상 작품

### 그랑 프리
| 년도        | 작품                     | 감독명          | 국가   |
| ----------- | ------------------------ | --------------- | ------ |
| 2007        | The Pond                 | 황잉            | 중국   |
| 2006 (10월) | Gospel of The Creole Pig | Michelange Quay | 프랑스 |
| 2006 (4월)  | Perkele                  | Arto Tuohimaa   | 핀란드 |
| 2005        | Ohayo                    | 오카다 신야     | 일본   |

### 魂수상작
| 년도        | 작품                      | 감독명            | 국가   |
| ----------- | ------------------------- | ----------------- | ------ |
| 2007        | Nasja                     | 리오스 기예르모   | 스페인 |
| 2007        | Shift in Perception       | Dan Monceaux      | 호주   |
| 2006 (10월) | Broad Day                 | 라지브 아후자     | 인도   |
| 2006 (10월) | Love Me or Leave me Alone | 두에인 홉킨스     | 영국   |
| 2006( 4월)  | The Chamber               | 유석현            | 한국   |
| 2006( 4월)  | Sister                    | 대니얼 멀로이     | 미국   |
| 2005        | Demon                     | 이리나 예브테예바 | 러시아 |
| 2005        | Djamel's Eyes             | 다비드 카살스로마 | 스페인 |

### 시청자상 수상작
| 년도        | 작품                  | 감독명                  | 국가   |
| ----------- | --------------------- | ----------------------- | ------ |
| 2007        | 4 1/4                 | Aundre Johnson          | 미국   |
| 2007        | A Shift in Perception | Dan Monceaux            | 호주   |
| 2007        | The Clearing          | Pedro Touceda           | 스페인 |
| 2007        | The Spirit Child      | 엘리너 겔러             | 영국   |
| 2006 (10월) | Crash                 | 우무트 아랄             | 터키   |
| 2006 (4월)  | Sister                | 대니얼 멀로이           | 영국   |
| 2005        | Hair Sapiens          | 나카쿠키 쓰요시         | 일본   |
| 2005        | Out of Time           | 블레이크 릿슨 딜런 릿슨 | 영국   |

## 심사위원

### 제4회
- 유카페카 라크소 ( Tampere 국제단편영화제 디렉터)필란드
- 츠훙 (북경전영학원강사, 촬영감독,디렉터)중국
- 뱅상 말로사 (Les Cahiers du Cinema[깨진 링크(과거 내용 찾기)]영화비판가)프랑스
- Tapan Sinha (영화감독) 인도
- 크리스 후지와라 (영화비평가)미국

### 제3회
- 장미셸 프로동 (Critic and Cinema 지 편집장)프랑스
- 고바야시 마사히로 (영화감독)일본
- 유카페카 라크소 (Tampere 국제단편영화제 디렉터)필란드
- 데니스 림 (NY Village Voice지 영화비평가)미국
- 아미르 나데리[깨진 링크(과거 내용 찾기)] (영화감독)이란/미국

### 제2회
- 바바크 파야미[깨진 링크(과거 내용 찾기)] (영화감독)이란/캐나다
- 데니스 림 (NY Village Voice지 영화비평가)미국
- 허우샤오셴 (영화감독)타이완
- 장미셸 프로동 (Critic and Cinema지 편집장)프랑스
- 유카페카 라크소 (Tampere 국제단편영화제 디렉터)필란드
- 피터 밀린 (오스트레일리아 국영 영화/ TV/라디오학교 프로덕션 대표) 호주
- 노가미 데루요 ( Kurosawa 프로덕션 매니저)일본

### 제1회
- 바바크 파야미 (영화감독)이란/캐나다
- 데니스 림 (NY Village Voice지 영화비평가)미국
- 자오페이 (북경전영학원교수,촬영감독)중국
- 장미셸 프로동 (Critic and Cinema지 편집장)프랑스
- 유카페카 라크소 (Tampere 국제단편영화제 디렉터)필란드
- 피터 밀린 (호주 국영영화/테레비/라디오학교 프로덕션 대표)호주
- 사사키 쇼이치로 (음성/영상 디렉터)일본

## 같이 보기
- 주식회사 미디어종합연구소
- 전주 국제 영화제
- 부산 국제 영화제